# 뮌헨 국제영화제

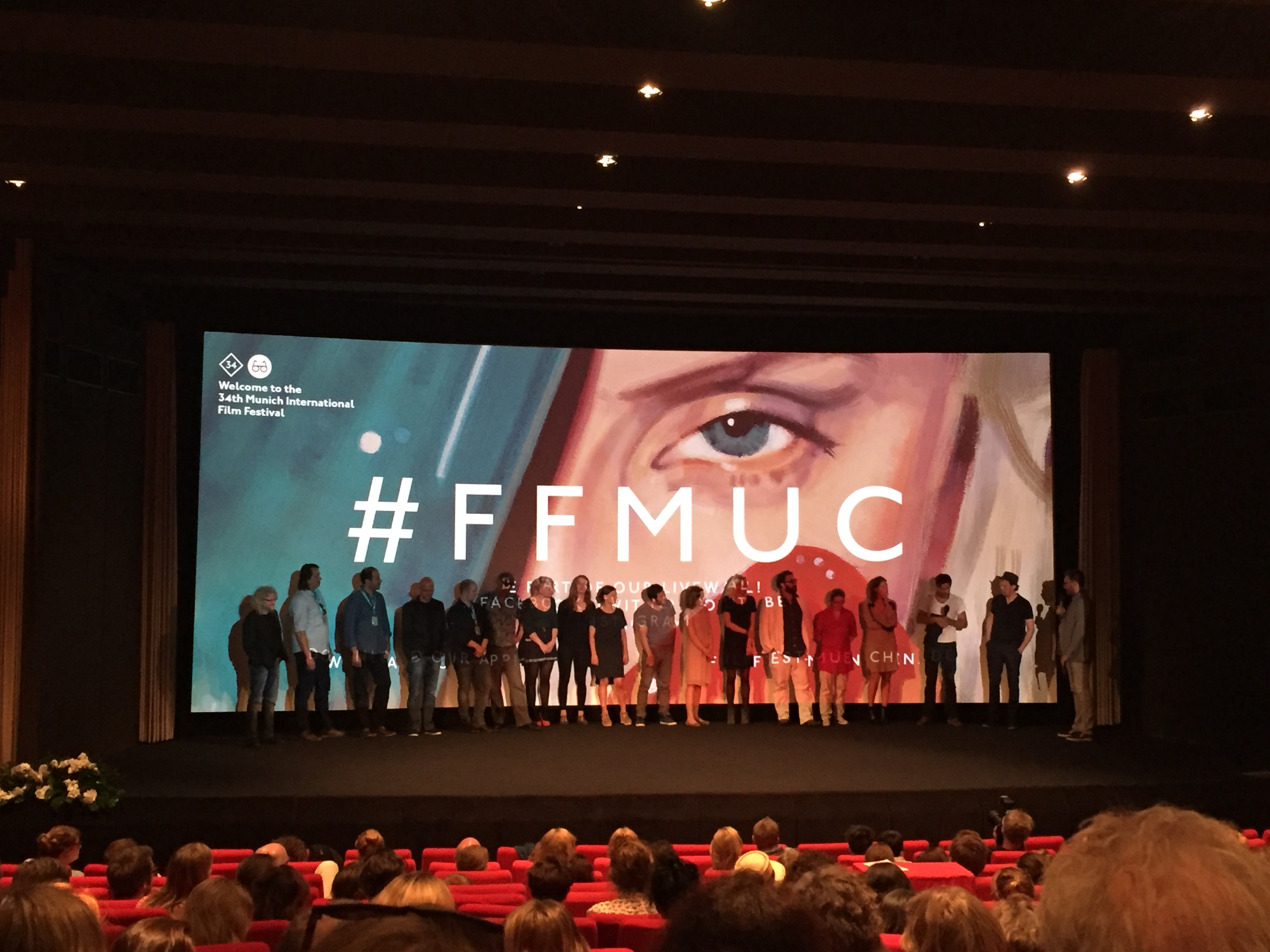

뮌헨 국제영화제(독일어: Filmfest München)는 독일 최대의 하계 영화제이자 규모와 중요도 면에서 베를린 국제 영화제에 이어 두 번째를 차지하는 영화제이다. 1983년부터 한 해에 한 차례씩 6월 말/7월 초에 열린다. 장편 영화와 다큐멘터리 장편 작품을 다룬다.

## 부문

### Homage

#### Retrospectives
- 세르조 레오네
- 임권택
- 라르스 폰 트리어
- 오시마 나기사
- 스탠리 도넌
- 난니 모레티
- 미하엘 하네케
- 니콜라스 로그
- 로버트 와이즈
- 로만 폴란스키
- 밀로스 포만
- 아키 카우리스매키
- 앨런 파커
- 배리 레빈슨
- 마이크 피기스
- 리처드 링클레이터
- 베르너 헤어초크
- 줄리 크리스티
- 스티븐 프리어스
- 토드 헤인스
- 알레한드로 호도로프스키
- 월터 힐
- 알렉산더 페인
- 크리스티안 페촐트
- 바흐만 고바디
- 소피아 코폴라
- 루크레시아 마르텔
- 봉준호

#### The CineMerit Award
- 존 말코비치
- 미하엘 하네케
- 윌리엄 프리드킨
- 줄리 크리스티
- 앨런 파커
- 클로드 샤브롤
- 수전 서랜던
- 줄스 다신
- 멜러니 그리피스
- 마이클 케인
- 이자벨 위페르
- 우도 키어
- 장자크 아노
- 루퍼트 에버렛
- 엘런 버스틴
- 브라이언 크랜스턴
- 엠마 톰슨
- 테리 길리엄
- 안토니오 반데라스
- 레이프 파인스

#### Tributes
- 라이너 베르너 파스빈더
- 줄리 델피
- 니콜라스 빈딩 레픈